# فیلیپ انطاکیه
فیلیپ انطاکیه (ارمنی: Ֆիլիպ) که با نام فیلیپ طرابلس نیز شناخته می‌شود، یکی از اعضای خاندان پواتیه و پسر بوهموند چهارم انطاکیه بود که پس پایان‌یافتن جنگ جانشینی انطاکیه و شکست و زندانی‌شدن ریموند روبن، با ملکه ارمنستان، زابِل ازدواج کرد تا از طریق یوره اوکساریس به عنوان پادشاه ارمنستان تاج‌گذاری کند. اما به دلیل پیروی‌نکردن از شیوه و سنن ارمنی‌ها، سرانجام ارمنی‌ها علیه وی شوریدند. فیلیپ در حالی که در حال سفر به انطاکیه، در شب توسط گروهی دستگیر و زندانی شد. با وجود مذاکرات پدرش، سرانجام در سال ۱۲۲۵ میلادی، در زندان با سم به قتل رسید. بوهموند درصدد انتقام برآمد اما با شکل‌گرفتن اتّحاد میان ایوبیان و ارمنستان، از جنگ پرهیز کرد.